# Cañaveral de pasiones
Cañaveral de pasiones es una telenovela mexicana producida por ZUBA Producciones para Televisa en 1996, de la mano de  Humberto Zurita y Christian Bach. La telenovela está basada en las historias Una sombra entre los dos y Al pie del altar de Caridad Bravo Adams, siendo desarrollados por María del Carmen Peña y José Cuauhtémoc Blanco. Se estrenó a través del Canal de las Estrellas el 22 de abril de 1996 en sustitución de Morelia, cambiando horario con Para toda la vida el 27 de mayo de 1996; y finalizó el 3 de septiembre del mismo año siendo reemplazado por Tú y yo.
Esta protagonizada por Daniela Castro y Juan Soler, junto con Angélica Aragón, Azela Robinson, Roberto Ballesteros y Marisol Santacruz en los roles antagónicos. Así como la actuación estelar de Francisco Gattorno, Patricia Navidad, Alma Delfina, Leonardo Daniel, Fernando Balzaretti y Jorge Russek y las actuaciones especiales de César Evora y Felicia Mercado.

## Argumento
La historia se desarrolla en el pueblo de San Benito, cercano a la ciudad de Xalapa, en los bellos cañaverales del estado de Veracruz. En este lugar existen dos familias: los Montero, dueños de "La Aurora", uno de los ingenios azucareros más importantes de la región, y los Santos, dueños de extensos cañaverales. En el pasado, Fausto Santos y Amador Montero interrumpieron su amistad al rivalizar por el amor de Margarita Faberman, una bella mujer que llegó de Europa con su hermana menor Dinorah. Sin embargo, Margarita se enamoró de Fausto, se casó con él y procreó una hija llamada Julia. Por su parte, Amador se casó con Josefina Rosales, la hermana del párroco del pueblo, el Padre Refugio. Amador y Josefina tuvieron un hijo llamado Pablo. Sin embargo, Amador nunca amó a Josefina, una mujer amargada y neurótica. En el pasado le fue infiel con una mujer llamada Socorro, con quién procreó un hijo. Por intervención de Josefina, Socorro huyó del pueblo y entregó a su hijo al Padre Refugio. El niño se llama Juan de Dios.
Julia, Pablo y Juan de Dios son los mejores amigos, aunque Julia tiene preferencia por Pablo, quien rivaliza con Juan de Dios por las atenciones de Julia. Por su parte, Josefina siempre ha sentido celos de Margarita, a quien calumnia constantemente creyendo que Amador la engaña con ella. Pero la verdadera amante de Amador es Dinorah, la hermana de Margarita. La relación entre ambos llega a tal nivel que ambos planean huir juntos del pueblo.
La noche en que ambos pensaban escapar, son descubiertos por Margarita. Ella encierra a Dinorah y parte a encontrarse con Amador para convencerlo de regresar con su familia. Por desgracia, una fuerte tormenta se desata en el pueblo. Amador y Margarita sufren un grave accidente cuando volvían a San Benito. Amador muere instantáneamente, pero Margarita sobrevive un poco más, a tiempo de decir unas palabras a la única testigo del accidente, Remedios, la curandera del pueblo.
Pero además de Remedios, existen otras personas que conocen la verdad de la situación. Ellos son el padre Refugio (atado por el secreto de confesión) y Rufino Mendoza, empleado de confianza de Amador, un hombre vil y sin escrúpulos que se aprovecha de la situación para chantajear a Dinorah y conseguir sus favores, además de ganarse la confianza de Josefina y servirle como vehículo para cumplir con sus planes.
Tanto Fausto como Josefina creen que sus respectivos esposos los habían engañado. Esta mentira es sostenida por Dinorah, quien se aprovecha para expiar su culpa, enlodar la memoria de su hermana y ganarse el afecto de su cuñado Fausto, a quien ella siempre ha amado. Dinorah consigue que el despechado Fausto la tome como su esposa.
Por su parte, Josefina se dedica a enlodar la memoria de Margarita y ensañarse con su hija Julia, a quien considera igual a su madre. Sabiendo el cariño existente entre su hijo Pablo y Julia, decide separarlos enviando a Pablo a la Ciudad de México con la familia Elizondo, unos parientes lejanos.
Diez años después, Julia se ha convertido en una bella mujer. Por desgracia, todo el pueblo habla mal de ella debido a las calumnias de Josefina. Por si fuera poco, su padre la desprecia al ver en ella la imagen de Margarita, mientras que tiene que soportar el odio de su tía Dinorah, quien además la culpa de la muerte de un hijo que supuestamente iba a tener de Fausto. Lo cierto es que el hijo de Dinorah era en realidad de Amador. Los únicos apoyos de Julia son su mejor amiga Mireya (nieta de Remedios), su nana Prudencia y sus padrinos Don Samuel Aldapa y su esposa Amalia, que ven a Julia como una hija. Además también está Juan de Dios, quien ama profundamente a Julia. Ella lo rechaza, pues lo ve como a un hermano, además de que sabe los sentimientos que Mireya alberga hacia él.
Una noche, Pablo regresa a San Benito luego de su larga ausencia. Pablo regresa al pueblo con la intención de comunicarle a su madre su futura boda con Gina Elizondo, una muchacha superficial e interesada. Sin embargo, el reencontrarse con su tierra natal y sus viejos amigos, provocan que Pablo se sienta ligado a su tierra, sobre todo después de reencontrase con Julia y ver renacer los sentimientos que ambos albergaron desde niños.
Pero la historia de amor entre Julia y Pablo enfrenta muchos obstáculos. El primero es el odio existente entre sus respectivas familias, y el segundo, esa terrible mentira del pasado que envolvió a sus padres y que ambos tendrán que descubrir.

## Elenco
- Daniela Castro - Julia Santos Faberman
- Juan Soler - Pablo Montero Rosales
- Francisco Gattorno - Juan de Dios
- Patricia Navidad - Mireya
- Angélica Aragón - Josefina Rosales vda. de Montero
- Leonardo Daniel - Fausto Santos
- Azela Robinson - Dinorah Faberman de Santos
- Fernando Balzaretti - Padre Refugio "Cuco" Rosales
- Alma Delfina - Prudencia Martínez
- Roberto Ballesteros - Rufino Mendoza
- Felicia Mercado - Margarita Faberman de Santos
- Jorge Russek - Don Samuel Aldapa
- César Évora - Amador Montero Elizondo
- María Eugenia Ríos - Amalia de Aldapa
- Josefina Echánove - Remedios
- Marisol Santacruz - Gina Elizondo
- Liza Willert - Carlota
- Elizabeth Dupeyrón - Socorro Carrasco
- Tony Bravo - Rafael Elizondo
- Rodrigo Abed - Guillermo Elizondo
- Gilberto Román - Dr. Alejandro Cisneros
- Norma Lazareno - Hilda de Cisneros
- Dacia Arcaraz - Rosario "Chayo" de Osuna
- Héctor Cruz - Vicente Osuna
- Aracely Arámbula - Leticia Cisneros
- Roberto Miquel - Enrique Cisneros
- Josafat Luna - Leopoldo
- Carlos Navarro - Gildardo
- Zoraida Gómez - Julia Santos Faberman (niña)
- Sebastián Zurita - Pablo Montero Rosales (niño)
- Raúl Castellanos - Juan de Dios (niño)
- Marisol Centeno - Mireya (niña)
- Raúl Ruiz - Don Neto
- Leonardo Unda - Don Chema
- José Luis Avendaño - Don Benigno
- Rigoberto Carmona - Salvador
- Luis Gerardo Lucio Amaya - Juanito Osuna
- Lorenzo de Rodas - Obispo
- Lourdes Reyes - Enfermera del Dr. Cisneros

## Premios y nominaciones

### Premios TVyNovelas 1997
| Categoría                   | Nominado(a)                                  | Resultado |
| --------------------------- | -------------------------------------------- | --------- |
| Mejor telenovela            | Christian Bach Humberto Zurita               | Ganadores |
| Mejor actriz protagónica    | Daniela Castro                               | Ganadora  |
| Mejor actor protagónico     | Juan Soler                                   | Ganador   |
| Mejor villana               | Azela Robinson                               | Nominada  |
| Mejor villano               | Roberto Ballesteros                          | Ganador   |
| Mejor primera actriz        | Angélica Aragón                              | Nominada  |
| Mejor primer actor          | Jorge Russek                                 | Ganador   |
| Mejor actriz de reparto     | Alma Delfina                                 | Ganadora  |
| Mejor actor de reparto      | Leonardo Daniel                              | Ganador   |
| Mejor revelación femenina   | Patricia Navidad                             | Ganadora  |
| Mejor historia o adaptación | José Cuauhtémoc Blanco María del Carmen Peña | Ganadores |
| Mejor dirección de escena   | Benjamín Cann Claudio Reyes Rubio            | Ganadores |

### Premios ACE 1997
| Categoría             | Nominado           | Resultado |
| --------------------- | ------------------ | --------- |
| Mejor actor masculino | Francisco Gattorno | Ganador   |

### Premios Eres 1997
| Categoría                  | Nominado(a)                    | Resultado |
| -------------------------- | ------------------------------ | --------- |
| Mejor telenovela           | Christian Bach Humberto Zurita | Ganadores |
| Mejor actriz de telenovela | Daniela Castro                 | Ganadora  |
| Mejor actor de telenovela  | Juan Soler                     | Ganador   |